# Морнарички истражитељи: Лос Анђелес (10. сезона)
Десета сезона америчко полицијо-процедуралне драме МЗИС: Лос Анђелес је емитована од 30. септембра 2018. до 19. маја 2019. године на каналу ЦБС. Сезону је продуцирао Телевизијски студио "ЦБС", а Р. Скот Џемил је директор серије и извршни продуцент.
У сезони су се вратили Дејвид Џејмс Елиот и Кетрин Бел као Хармон Раб и Сара Мекензи из серије Војни адвокати, а такође је откривен исход завршнице исте серије 2005. Ово је такође била последња сезона у којој је Ниа Лонг тумачила Шеј Мозли.
За америчку телевизијску сезону 2018–19, десета сезона серије Морнарички истражитељи: Лос Анђелес заузела је 28. место са просеком од 9,85 милиона гледалаца.

## Опис
Ниа Лонг је напустила серију после епизоде "Плаћеници (5. део)". Од ове сезоне, Линда Хант се поприлично мање појављује у сезонама.

## Улоге

### Главне
- Крис О’Донел као Гриша Кален
- Данијела Руа као Кензи Блај
- Ерик Кристијан Олсен као Мартин А. Дикс
- Берет Фоа као Ерик Бил
- Рене Фелис Смит као Нел Џоунс
- Ниа Лонг као Шеј Мозли (Епизоде 1-6)
- Линда Хант као Хенријета Ленг
- Ел Ел Кул Џеј као Сем Хана

### Епизодне
- Медалион Рахими као Фатима Намази (Епизоде 14-15, 17, 19-20)
- Џералд Мекрејни као Холас Килбрајд (Епизоде 1-2 и 4)

## Епизоде
| Бр. у серији | Бр. у сезони | Наслов                               | Редитељ            | Сценариста                    | Пpемијерно емитовање | Прод. код | Бр. гледалаца (у милионима) |
| --- | ------------ | ------------------------------------ | ------------------ | ----------------------------- | -------------------- | --------- | --------------------------- |
| 217 | 1            | "Живети и умрети у Мексику (3. део)" | Френк Милитари     | Френк Милитари                | 30. септембар 2018.  | 1001      | 8.75                        |
| Пошто им је возило погођено минобацачем, гадно израњавана екипа мора да нађе скровиште док избегава јединице картела које их желе мртве. У међувременусудбина агенткиње Хидоко је откривена. |              |                                      |                    |                               |                      |           |                             |
| 218 | 2            | "Суперљудско биће"                   | Денис Смит         | Кајл Харимото                 | 7. октобар 2018.     | 1002      | 7.54                        |
| Док је Кален На боловању после задатка у Мексику (а Хети и Мозлијева суочене са последицама), остатак екипа тражи пљачкаша банака са прототипом војничког оклопног одела. |              |                                      |                    |                               |                      |           |                             |
| 219 | 3            | "Краљевић"                           | Лили Мари          | Ендру Бартлс                  | 14. октобар 2018.    | 1003      | 7.63                        |
| Екипа врши заштиту саудијског краљевића након што је његов конвој са мамцем нападнут, али ствари су се усложиле када је откривено да је убица који је покушао да га убијеЏоел Тејлор. |              |                                      |                    |                               |                      |           |                             |
| 220 | 4            | "Списак за одстрел (4. део)"         | Ерик Пот           | Р. Скот Џемил                 | 21. октобар 2018.    | 1005      | 8.35                        |
| Екипа је открила да је постала мета једног картела заједно са Мозлијевом и њеним сином. мозлијевој прети истрага тужилаштва због задатка у Мексику који је прошао некажњено. |              |                                      |                    |                               |                      |           |                             |
| 221 | 5            | "За себе"                            | Бени Бум           | Џордана Луис Џеф              | 28. октобар 2018.    | 1004      | 7.19                        |
| Кад је МЗИС-ов дошуник ухапшен по лажним оптужбама, екипа ради на одбацивању случаја док раде на случају у ком им је тај доушник помагао. |              |                                      |                    |                               |                      |           |                             |
| 222 | 6            | "Плаћеници (5. део)"                 | Теренс О’Хара      | Р. Скот Џемил                 | 4. новембар 2018.    | 1006      | 7.04                        |
| Екипа је позвана када је Мозлијева постала мета убиства плаћеника једног картела и морају да је пронађу пре него што крене на своју руку, а да посебни тужилац не зна.Последња појава Шеј Мозли. |              |                                      |                    |                               |                      |           |                             |
| 223 | 7            | "Један од нас"                       | Денис Смит         | Кајл Харимото                 | 11. новембар 2018.   | 1007      | 6.85                        |
| Екипа истражује убиство за које се испоставило да је дело обученог плаћеника који је гајио освету. Ана очекује своју пресуду за убиство Соколова. |              |                                      |                    |                               |                      |           |                             |
| 224 | 8            | "Рад Патон"                          | Руба Нада          | Френк Милитари                | 18. новембар 2018.   | 1008      | 7.22                        |
| Заменик директора Очоа је предложио екипу МЗИС-а за помоћ на тајној операцији повезаној са терористичком скупином која заступа крајњу војну силу. |              |                                      |                    |                               |                      |           |                             |
| 225 | 9            | "Бисер у грубом"                     | Џејмс Хенлон       | Чед Мазеро                    | 25. новембар 2018.   | 1009      | 7.20                        |
| Док су истраживали пљачку и убиство у гостионици једног капетана војног у којој је био један пакистански генерал, екипа се суочила са политичком бруком када је за генерала откривено да поседује осетљиве податке о терористичким камповима. Кензи и Дикс траже некога да им води кафић. |              |                                      |                    |                               |                      |           |                             |
| 226 | 10           | "Пљачка"                             | Јангзом Брауен     | Џорана Луис Џеф               | 9. децембар 2018.    | 1010      | 7.50                        |
| После пљачке банке у којој је украден трезор војног предузимача, екипа истражује предузимача како би видели шта је било вредно пљачке − а све то док их посебни тужилац Роџерс надгледа. |              |                                      |                    |                               |                      |           |                             |
| 227 | 11           | "Весеље"                             | Тавниа Меккирнан   | Erin Broadhurst               | 16. децембар 2018.   | 1011      | 7.21                        |
| Екипа тражи војног резервисту који је од раније имао ПППС јер је нестао после сукоба у пијаном стању. |              |                                      |                    |                               |                      |           |                             |
| 228 | 12           | "Звук тишине"                        | Теренс Најтингел   | Џо Сакс                       | 6. јануар 2019.      | 1012      | 7.59                        |
| Екипа истражује могућу терористичку претњу након што се главни логистичар војне оружане срушио на послу. Дикс и Кензи гледају различита места за медени месец. |              |                                      |                    |                               |                      |           |                             |
| 229 | 13           | "Бољи анђели"                        | Дајана Валентајн   | Френк Милитари                | 13. јануар 2019.     | 1013      | 8.31                        |
| Након што је сведок са подацима о коришћењу хемијског оружја у Сирији ударен колима, екипа мора да ради са Турком и Великим судом како би пронашла УСБ са кључним подацима док је Кензи са човеком који се суочава са смрћу због повреда. |              |                                      |                    |                               |                      |           |                             |
| 230 | 14           | "Димна завеса (1. део)"              | Денис Смит         | Ендру Бартлс                  | 27. јануар 2019.     | 1014      | 6.75                        |
| Екипа сарађује са ФБИ-јем како би пронашли терористичку ћелију у Лос Анђелесу за коју се верује да се спрема за неминовни напад.Прва појава Фатиме Намази. |              |                                      |                    |                               |                      |           |                             |
| 231 | 15           | "Димна завеса (2. део)"              | Шервин Шилати      | Мет Клафтер и Кајл Харимото   | 17. фебруар 2019.    | 1015      | 6.74                        |
| После терористичког напада у позоришту, екипа је потрагом за одговорнима открила да је напад био само одраћање пажње од правог циља. |              |                                      |                    |                               |                      |           |                             |
| 232 | 16           | "У продору"                          | Џејмс Хенлон       | Ли А. Карлајл                 | 3. март 2019.        | 1016      | 6.97                        |
| Најновија истрага екипе открила је причу о тајној војној операцији. У Диксов кафић је дошла санитарна инспекција. |              |                                      |                    |                               |                      |           |                             |
| 233 | 17           | "Док нас смрт не растави"            | Тони Вармби        | Р. Скот Џемил                 | 17. март 2019.       | 1017      | 8.47                        |
| Екипа се спрема да се провесели на дуго ишчекиваној Кензиној и Диксовој свадби, али су се суочили са тешкоћама у виду неочекиваног појављивања Анатолија Киркина. Тајанствен садржај Кутије је откривен. Хети се вратила, а Кензи и Дикс су се коначно узели. |              |                                      |                    |                               |                      |           |                             |
| 234 | 18           | "Рођен да бежи"                      | Лили Мари          | Џордана Луис Џеф              | 24. март 2019.       | 1018      | 7.16                        |
| Сидни је одвукла Нел када је њихов школски друг постао мета непознато атентатора док остатак екипе верује да је он главни осумњичени у убиству војног лица који је радио на строго поверљивом раду. |              |                                      |                    |                               |                      |           |                             |
| 235 | 19           | "Потрага"                            | Теренс О’Хара      | Адам Џорџ Ки и Кајл Харимото  | 31. март 2019.       | 1019      | 7.50                        |
| Дикс, Кензи, Ерик, Кален и Нел имају слободан дан. Дикс и Кензи спремају кафић за добротворни пријем, а Кален се опоравља од рањавања и зближава са сином своје сестре Алекс. Ерик и Нел планирају да иду у Сан Франциско на разговор о његовом новом послу. Откривено је да Нелина мајка има болесно срце и да цела породица тражи начин да се пресели у Сан Франциско због њеног новог лечења. Сем ради са агентом ОП-а Хамилтоном и Фатимом на проналаску тексашког нарко-боса који је наводно отео целу породицу савезном агенту који му је убио сина. |              |                                      |                    |                               |                      |           |                             |
| 236 | 20           | "Тачка гушења"                       | Џејмс Витемо       | Џо Сакс и Р. Скот Џемил       | 14. април 2019.      | 1020      | 6.79                        |
| Након што је морнарички МВК-овац који је радио као обезбеђење у узгајалишту марихуане нападнут, истрага је екипу довела до могућег масовног убиства. |              |                                      |                    |                               |                      |           |                             |
| 237 | 21           | "Она што је збрисала (1. део)"       | Ерик А. Пот        | Ендру Бартлс и Ерин Бродхерст | 28. април 2019.      | 1021      | 5.66                        |
| Ана и њена цимерка су побегле из затвора што је навело ОПР да их пронађе како би се избегло могуће крвопролиће. |              |                                      |                    |                               |                      |           |                             |
| 238 | 22           | "Нема више тајни (2. део)"           | Јангзом Брауен     | Ендру Бартлс и Ерин Бродхерст | 5. мај 2019.         | 1022      | 4.95                        |
| Екипа МЗИС-а је отпутовала на Кубу због задатка када је Кален добио траг о томе где се Ана Колчек налази. |              |                                      |                    |                               |                      |           |                             |
| 239 | 23           | "Чувар (1. део)"                     | Џон Питер Кјузакис | Р. Скот Џемил                 | 12. мај 2019.        | 1023      | 5.98                        |
| Кален и Сем су отпутовали на БСД Савез у Персијском заливу како би радили са капетаном војним Хармоном Рабом мл. када је екипа открила терористичку претњу на војним областима. |              |                                      |                    |                               |                      |           |                             |
| 240 | 24           | "Лажна застава (2. део)"             | Денис Смит         | Френк Милитари                | 19. мај 2019.        | 1024      | 5.28                        |
| Кален, Хана и Раб су затворили неколико осумњичених на Савезу, али су симултано били принуђени да реше иранске снаге које се приближавају ирачкој граници. Сара Меккензи помаже остатку екипе да размрси сложену шпијунску мрежу у коју су умешани покварени руски дипломата, чеченски терористи и јако наметљиви ИДИС. Ерик је растрзан између боравка са Нел и њеном мајком у болници и отклањања терористичке претње и спречавања Трећег светског рата.                                                                                                 |              |                                      |                    |                               |                      |           |                             |

## Производња

### Развој
Серија Морнарички истражитељи: Лос Анђелес је обновљена за десету сезону од 24 епизоде 18. априла 2018.

### Избор глумаца
Линда Хант је узела паузу ове сезоне док се опорављала од саобраћајне несреће.

## Емитовање
Десета сезона серије Морнарички истражитељи: Лос Анђелес је премијерно приказана 30. септембра 2018.

## Напомена
1. ↑  Епизода "Живети и умрети у Мексику (3. део)" је једина епизода у сезони која уместо шпице има само наслов и име творца.